# Sweet Child o' Mine
Sweet Child o' Mine è un singolo del gruppo musicale statunitense Guns N' Roses, pubblicato il 17 agosto 1988 come terzo estratto dal primo album in studio Appetite for Destruction.
È stato il primo e unico brano del gruppo a raggiungere la vetta della Billboard Hot 100. A fine anno, risultò il quinto singolo più venduto negli Stati Uniti durante il 1988.

## Descrizione
Il brano fu firmato da Axl Rose, e agli strumenti lavorarono in primo luogo Slash, Izzy Stradlin e Duff McKagan. È incentrato sull'ex moglie di Axl, Erin Everly. Scrisse il brano come una sorta di lettera d'amore per lei, allora sua fidanzata. Su VH1 è stato sostenuto che Slash avesse suonato per scherzo il riff, durante una sessione ritmica. Lui e l'ex batterista Steven Adler si stavano allora scaldando, e il primo iniziò a suonare una melodia "da circo", mentre faceva le smorfie al collega. Adler gli chiese di risuonare il riff, ed Izzy Stradlin partì anche lui con la chitarra ritmica. Axl ne rimase estasiato, e su quel riff iniziò a cantare il brano che aveva composto.

## Video musicale
Il video mostra i componenti della band suonare la canzone in un deposito. Del video, sono presenti due versioni differenti, una a colori e una in bianco e nero.
La prima idea di Axl Rose (poi messa da parte) per il video di Sweet Child o' Mine era di mostrare una donna asiatica che andava con un bambino in terra straniera, per poi scoprire che quel bambino era morto ed era stato riempito di droga. Rose lo ha rivelato ad un'intervista su Eddie Trunk Rocks, nel maggio del 2006.
Il 15 ottobre 2019 Sweet Child o' Mine è diventata la prima canzone degli anni ottanta a raggiungere il traguardo del miliardo di visualizzazioni su YouTube. I Guns N' Roses avevano già nel 2018 stabilito un record simile quando November Rain aveva raggiunto il miliardo di visualizzazioni diventando la prima canzone degli anni novanta a farcela.

## Riconoscimenti
Sweet Child o' Mine è al 37º posto tra i 50 migliori brani con assoli di chitarra per la rivista specializzata Guitar World. È inoltre in settima posizione tra le 100 più grandi canzoni degli anni ottanta secondo VH1. Rolling Stone l'ha inserita al 198º posto nella sua lista dei 500 migliori brani musicali. Nel 2004 il celebre riff di apertura è stato votato il migliore di sempre dai lettori del periodico Q. Nel 2014 è stata indicata come la seconda più grande canzone pop metal da Yahoo! Music.

## Tracce
7" (Australia, Canada, Stati Uniti), MC (Stati Uniti)
- Lato A

1. Sweet Child o' Mine – 5:55

- Lato B

1. It's So Easy (Live) – 3:53

7" (Europa) – remix
- Lato A

1. Sweet Child o' Mine (Edit/Remix) – 3:57

- Lato B

1. Out Ta Get Me (LP Version) – 4:20

12" (Europa)
- Lato A

1. Sweet Child o' Mine (LP Version) – 5:55

- Lato B

1. Out Ta Get Me (LP Version) – 4:20
2. Rocket Queen (LP Version) – 6:13

## Formazione
- W. Axl Rose – voce
- Slash – chitarra solista
- Izzy Stradlin – chitarra ritmica, cori
- Duff "Rose" McKagan – basso, cori
- Steven Adler – batteria

## Cover
Della canzone sono state fatte numerose cover da artisti come Texas, Sheryl Crow, Most Precious Blood, Akasha (con Neneh Cherry), Luna, The Aluminium Group e Myles Kennedy. La cover di Sheryl Crow è presente nella colonna sonora del film Big Daddy - Un papà speciale (1999).
Bonnie Tyler l'ha rifatta nel 2005 per il DVD di beneficenza Rock for Asia. Nel 2012 la cantante statunitense Anastacia ne ha registrato una cover per il proprio album di cover It's a Man's World, mentre nel marzo 2013 il gruppo italiano Belladonna ha pubblicato una propria versione del brano su iTunes. La canzone, con arrangiamento di Philip Klein e Kirk Ross, è stata utilizzata nella colonna sonora del film Captain Fantastic (2016), cantata da Samantha Isler, Annalise Basso, George MacKay, Nicholas Hamilton e Viggo Mortensen.
Nel 2006 Banda Do Sul ha realizzato una cover intitolata Sweet Child, interpretata dalla cantante Natasha, in cui il famoso riff viene eseguito con un flauto. L'introduzione è stata anche campionata in un brano da un mixtape dei Fort Minor, intitolato S.C.O.M.. Un campionamento del riff di Sweet Child O' Mine è presente anche nel brano Dirty Love degli Infinity, uscito nel 1993.

## Classifiche
| Classifica (1988-2025)        | Posizione massima |
| ----------------------------- | ----------------- |
| Australia                     | 11                |
| Belgio (Fiandre)              | 36                |
| Brasile                       | 99                |
| Canada                        | 2                 |
| Finlandia                     | 23                |
| Irlanda                       | 4                 |
| Nuova Zelanda                 | 5                 |
| Paesi Bassi                   | 20                |
| Regno Unito                   | 6                 |
| Spagna                        | 30                |
| Stati Uniti                   | 1                 |
| Stati Uniti (mainstream rock) | 7                 |
| Svezia                        | 27                |
| Svizzera                      | 15                |